# Pic Drabek
Le pic Drabek (en anglais : Drabek Peak) est un sommet constituant le point culminant de la chaîne ANARE dans la chaîne Transantarctique à 2 090 m d'altitude, dans la terre Victoria, sur la côte de Pennell, en Antarctique.
Il se situe à 10 km au nord du col ANARE (en) et à 14 km à l'ouest du Redmond Bluff (en) dans la chaîne ANARE.
Il est cartographié par l'Institut d'études géologiques des États-Unis à partir de photographies aériennes de la marine américaine entre 1960 et 1963.
Il est nommé par l'Advisory Committee on Antarctic Names (US-ACAN) pour Charles M. Drabek, biologiste de l'United States Antarctic Program (USAP) à la base antarctique McMurdo en 1964-1965 et 1967-1968.